# Bohumil Vávra
 (juin 2020).
Si vous disposez d'ouvrages ou d'articles de référence ou si vous connaissez des sites web de qualité traitant du thème abordé ici, merci de compléter l'article en donnant les références utiles à sa vérifiabilité et en les liant à la section « Notes et références ».
Pour les articles homonymes, voir Vávra.
Bohumil Vávra est un acteur tchèque né à Prague le 4 novembre 1916 et mort dans la même ville, le 14 septembre 2007.

## Filmographie
- 1979 : Le Prince des chats (Kocicí princ) de Ota Koval (cs)
- 1982 : Ton frère inconnu (Dein unbekannter Bruder) de Ulrich Weiß
- 1992 : La valle di pietra de Maurizio Zaccaro